# こうくん
こうくん（こうくん、1984年9月3日 - ）は、BOSS Loop Stationを使ったループパフォーマンスを得意とする日本のボイスパフォーマーである。本名は非公表。

## 人物
高校生の頃、テレビで見たボイスパーカッションに憧れて、ア・カペラを始める。富山県のイベント等に出演、地元のア・カペラ大会で二年連続優勝。社会人になり、ア・カペラ活動を休止。
2010年10月、ヒューマンビートボクサー「こうくん」として活動を開始。当初はヒューマンビートボックスだけで活動していたがen:Dub FXに憧れ、2011年1月にループパフォーマンスを開始。2012年11月 BOSS Loop Station World Championship 3 in Japanで最優秀賞を受賞。2013年1月 BOSS Loop Station World Championship 3 International Finalsに日本代表で出場。特別賞受賞。柴田理恵認定 ゆるゆる富山遺産2013冬で「ボイスパフォーマー」と紹介されたのがきっかけで「ボイスパフォーマー」と呼んでいる。必殺技は「こうくんビーム」。

## 受賞歴
- 2002年8月5日 第30回ひみまつり第1回アカペラ大会 優勝[4]
- 2003年8月3日 第31回ひみまつり第2回アカペラ大会 優勝
- 2012年11月18日 BOSS Loop Station World Championship 3 in Japan 最優秀賞[1]
- 2013年1月25日 BOSS Loop Station World Championship 3 International Finals  特別賞[2]

## テレビ
- Youドキッ!たいむ　富山テレビ
- 土曜はドキドキ　北陸朝日放送
- BBTスーパーニュース「富山物語」富山テレビ
- 柴田理恵認定 ゆるゆる富山遺産2013冬[3]チューリップテレビ
  - 月亭方正認定ゆるゆる富山遺産[5]に選ばれた。

## ラジオ
- ご近所ラジオKNB!「マダム恭子の部屋」　KNBラジオ
- 気分はサイコー!　FMかほく
- 金曜日はドキドキ!!　富山シティエフエム

## 新聞
- 北日本新聞

## 雑誌
- Lien